# Castello di Walzin

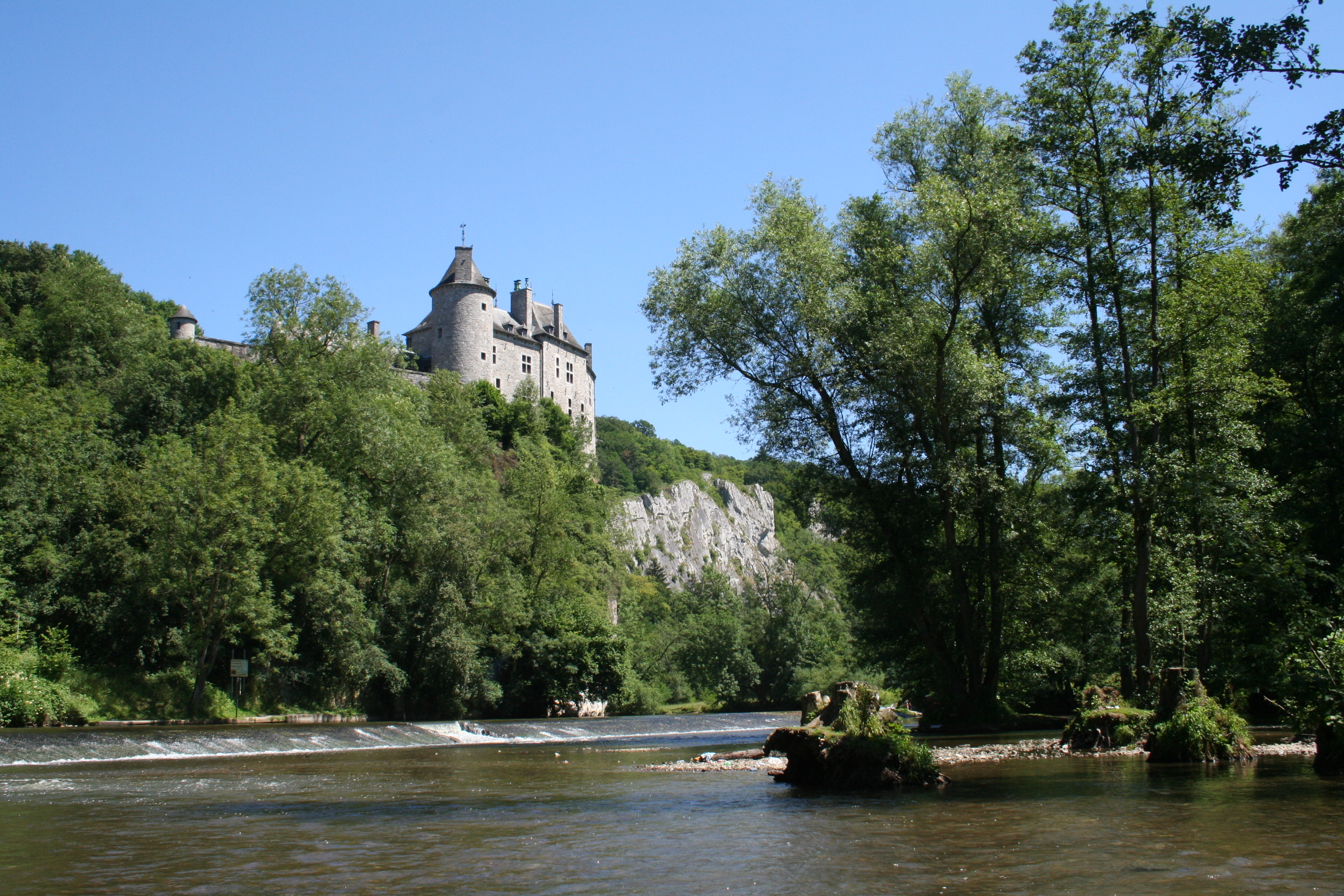
Il castello visto dal fiume Lesse

Il castello di Walzin (in francese Château de Walzin) è un castello della Provincia di Namur in Belgio, posizionato sopra il fiume Lesse vicino a Dinant.
Victor Hugo lo raffigurò in un disegno del 1863.

## Storia
La costruzione del castello iniziò nel XIII secolo.
Nel 1554 fu bruciato e distrutto dall'esercito francese e ne sopravvive la torre rinascimentale del XV secolo a ferro di cavallo munita di quattro postazioni per cannone.
In seguito, il castello fu restaurato più volte, l'ultima delle quali ad opera del barone Fréderic Brugman tra il 1930 e il 1932.